# Maiden-Schläfergrundel
Die Maiden-Schläfergrundel (Valenciennea puellaris) ist eine Art aus der Familie der Grundeln mit circa 20 Zentimeter Länge.

## Verbreitung
Die Maiden-Schläfergrundel lebt im Indopazifik. Sie lebt in sandigen, klaren Lagunen und an Außenriffen in Wassertiefen bis 30 Meter.

## Lebensweise
Maiden-Schläfergrundeln leben paarweise in Höhlen, die sie unter auf dem Sand liegendem Gestein graben.

## Ernährung
Zur Nahrungsaufnahme filtern sie Sand durch ihre Kiemen und fressen darin lebende Kleinkrebse.

## Aquarienhaltung
Die Maiden-Schläfergrundel ist ein einfach zu pflegender Fisch für das Meerwasseraquarium. Im Becken wird eine mehrere Zentimeter dicke Sandschicht benötigt, in die die Tiere ihre Höhlen bauen können. Durch ihre Lebensweise und ihre Form der Ernährung sind sie gut geeignet den Bodengrund im Aquarium aufzulockern und sauberzuhalten. Auch haben sie nicht die unangenehme Eigenschaft mit Sand im Maul aufzusteigen, und diesen über Nesseltieren zu verteilen, wie es andere Grundeln mit ähnlicher Lebensweise teilweise tun.
Wenn möglich sollten Maiden-Schläfergrundeln paarweise ins Aquarium eingesetzt werden. Eine nachträgliche Verpaarung scheitert häufig, da Geschlechtsunterschiede äußerlich nicht zu erkennen sind.
Maiden-Schläfergrundeln neigen in Schrecksituationen dazu, aus dem Wasser zu springen. Deshalb sollten offene Becken mit einer mindestens 15 cm hohen Umrandung versehen werden. Alternativ kann auch ein schwaches Nachtlicht installiert werden, das den Fischen bei der Orientierung hilft.